# Sachiel
Sachiel (in ebraico זכיאל) è una figura mitologica della tradizione religiosa giudaico-cristiana e della Cabala ebraica, è considerato "l'Arcangelo di Giove" ed appartiene all'ordine dei Cherubini. Il suo nome significa "rivestimento di Dio".
Sachiel è associato con il segno zodiacale del Sagittario, in epoca moderna viene invocato per maggior fortuna e ricchezza.
Era considerato l'angelo dell'acqua presso gli Esseni.

## Origine del nome
Il nome "Sachiel" compare per la prima volta all'interno dell'Heptameron, nel tardo 1500. Precedentemente l'angelo era apparso nel Sefer Raziel HaMalakh, citandolo però con nomi diversi: "Satquel"; "Satquiel"; "Saquiel" e "Sachquiel", da quest'ultimo deriva il corrente "Sachiel". La discrepanza nelle varie grafie dell'angelo deriva dal fatto che l'autore ha unito due angeli precedentemente menzionati nel Terzo libro di Enoch, Zadkiel e Sahaquiel.
Il sigillo di Sachiel compare nel Magus di Francis Barret.

## Nella cultura popolare
Nell'anime giapponese Neon Genesis Evangelion appare, nei primi due episodi, una creatura di nome Sachiel appartenente alla razza degli "Angeli".